# 最低安全高度警報
最低安全高度警報（さいていあんぜんこうどけいほう、Minimum Safety Altitude Warning, MSAW）とは、航空機が定められた最低高度を下回って飛行したり、地表や障害物に接近あるいはその可能性が高くなった際、このことを航空管制官に対して警報するシステムである。地上に設置され、航空機が地表や障害物に接近した際に、管制官に対して自動的に警報が発せられ、CFITの危険性増大を警報するセーフティーネットとなることを意図している。 

## 概要
ICAO文書4444 では、管制レーダーシステムは最低安全高度警報等の安全に関連した警報類を表示しなくてはならない、と規定している。ただし当該 ICAO 文書は用語としての MSAW を定義してはいない。代わりに、MSAWという用語はATC関連職員の間ではあいまいにデータ処理システムによる警報機能の一つである、というふうに解釈されている。 